# Blokersi (film)
Blokersi – film dokumentalny produkcji polskiej, jego premiera odbyła się 25 września 2001 roku. Obraz wyreżyserował Sylwester Latkowski. Dokument został poświęcony polskiej kulturze hip-hopowej, a także społeczności i życiu młodzieży w wielkich aglomeracjach, określanej jako blokersi.
Film był wyświetlany w kinach. Projekcje odbyły się także podczas Festiwalu Literackiego Warszawa Pisarzy – "Pokolenie 2000", 27. Festiwalu Polskich Filmów Fabularnych w Gdyni oraz XI Festiwalu Mediów w Łodzi "Człowiek w zagrożeniu". Film w formatach VHS i DVD ukazał się 4 października 2001 roku nakładem firmy Solopan.

## O filmie
Jest to film dokumentalny powiązany z polską kulturą hip-hopową, przedstawiający życie polskiej młodzieży w wielkich aglomeracjach. Głównymi bohaterami są Peja (Slums Attack) i Eldo (Grammatik). Opowiadają oni o swoim życiu, dzieciństwie, dorastaniu, hip-hopie, problemach i kolegach. Ich opowieści są przeplatane wywiadami ze znanymi raperami i dziennikarzami. W obrazie wystąpili ponadto: zespoły Kaliber 44, Ascetoholix, Paktofonika, Echo; raperzy: Nowator, Jotuze (Grammatik), Ekonom (Fenomen), Żółf (Fenomen), Aśka, Tede, WSZ, Dizkret, Tymon, Fisz, Red, Wiśnix, Pezet, Prezes; didżeje Volt i Decks (Slums Attack); choreograf Jarosław Staniek; dziennikarze muzyczni Hieronim Wrona, Bogna Świątkowska, Piotr Metz i Robert Leszczyński; ówczesny redaktor naczelny magazynu Klan Arkadiusz Deliś oraz założyciel Asfalt Records – Marcin "Tytus" Grabski. O swym filmie reżyser Sylwester Latkowski wypowiedział się następująco:

Akcja mojego filmu rozgrywa się w kręgu kultury hip hopu, ale nie jest to film o hip hopie. Blokersi będą w pewnym sensie kontynuacją mojego ostatniego filmu To my, rugbiści. Tym razem opowiadam o innej drodze wyjścia z bloków. Tam sposobem był sport, tu jest hip hop. Dla wielu osób hip hop jest subkulturą patologiczną. Chcę zaprzeczyć stereotypom i dlatego pokażę po prostu ludzi, którzy to robią. Dla mnie to otoczenie jest patologiczne, co widać w moim filmie, a nie oni.

## Ścieżka dźwiękowa
Blokersi – ścieżka dźwiękowa z filmu ukazała się 29 września 2001 roku nakładem wytwórni muzycznej T1-Teraz w dystrybucji Pomaton EMI. Na płycie znalazły się m.in. utwory takich wykonawców jak: Pezet, Eldo, O.S.T.R., Killaz Group czy Peja. Film jak i nagrania były promowane utworami "Te słowa" – w wykonaniu Eldo oraz "Każdy ma chwile" zespołu Grammatik z gościnnym udziałem formacji Fenomen i pianisty jazzowego Leszka Możdżera. Ciesząca się popularnością piosenka dotarła do 14. miejsca Szczecińskiej Listy Przebojów Polskiego Radia. Do obu kompozycji zostały zrealizowane także teledyski.
Płyta dotarła do 4. miejsca listy OLiS. Wydawnictwo uzyskało również nominację do nagrody polskiego przemysłu fonograficznego Fryderyka w kategorii Album Roku – Oryginalna Ścieżka Dźwiękowa (Muzyka Ilustracyjna). Do 2005 roku nagrania sprzedały się w nakładzie 27 000 egzemplarzy. Wznowienie zremasterowanych nagrań wraz ze zmienioną oprawą graficzną ukazało się w maju 2009 roku nakładem wytwórni muzycznej Fonografika.
Lista utworów
Opracowano na podstawie materiału źródłowego.
1. DJ VOLT – "Moi rodzice boją się mojej muzyki – Skit" – 0:11
2. Pezet – "Nie mogę przestać" (sł. Pezet, muz. Praktik) – 3:16
3. Rapafun – "Zmieniłem się" (sł. Funny, Lewa, muz. Kostek) – 2:20
4. DJ VOLT, D.W.A. – "Jestem tutaj" (sł. Dycha, Spec, muz. DJ VOLT) – 2:35
5. Eldo – "Montana – Skit" – 0:28
6. Eldo – "Te słowa" (sł. Eldo, muz. Dena) – 2:36
7. Sfera – "Pierwszy dzień reszty mojego życia" (muz. i sł. Sfera) – 3:49
8. Red, Pezet, Eis – "Mam to kotku" (sł. Eis, Pezet, muz. Red) – 2:52
9. Wujek Samo Zło – "Koncert podwyższonego ryzyka – Skit" – 0:18
10. Echo – "Długopisy" (sł. Echo, muz. Dena) – 3:30
11. Eldo, Red – "Nienawidzisz mnie?" (sł. Eldo, muz. Red) – 3:08
12. Grammatik – "Magister blokers – Skit" – 0:15
13. Fisz – "Drewno (Remix)" (sł. Fisz, muz. DJ M.A.D.) – 3:51
14. O.S.T.R. – "A.B.C." (muz. i sł. O.S.T.R.) – 3:20
15. Kiełpo – "Jak nas spostrzegano? – Skit" – 0:33
16. Aśka – "Skąd jestem?" (sł. Aśka, muz. Lasscah, Magiera) – 3:30
17. Peja – "Chłopaki, którzy walczą – Skit" – 0:30
18. Killaz Group – "Pod blokiem" (sł. Killaz Group, muz. Lasscah, Magiera) – 3:50
19. Bogna Świątkowska – "Tym chłopakom o coś chodzi – Skit" – 0:41
20. Fenomen – "Myślę rapem" (sł. Ekonom, Ziaja, Żółf, muz. Mazsa) – 3:57
21. Red – "Pokaż mi to!" (sł. O.S.T.R., muz. O.S.T.R., Red) – 2:33
22. Peja – "Sianko z muzyki – Skit" – 0:22
23. Slums Attack – "Nie zmienia się nic" (sł. Peja, muz. DJ Decks) – 4:41
24. Piotr Metz – "Może być Polski hip hop – Skit" – 0:41
25. Leszek Możdżer, Grammatik, Fenomen – "Każdy ma chwile" (muz. i sł. Ekonom, Eldo, Jotuze, Ziaja, Żółf, Leszek Możdżer) – 5:05
26. Paktofonika – "Jestem bogiem (Remix)" (sł. Fokus, Magik, Rahim, muz. Kipper) – 6:12
27. Dena – "Forsa na nielegal – Skit" – 0:30
28. Ascetoholix – "Mówią, że raperzy upadną" (muz. i sł. Ascetoholix) – 3:36
29. DJ VOLT – "Hip hop jest kroniką życia – Skit" – 0:55
30. Tymon – "Jacy wtedy będziemy?" (sł. Tymon, muz. Lasscah, Magiera) – 3:43
31. Magiera – "Blokersi" (muz. Magiera) – 1:52